# Clément Vidal
Clément Vidal (Montpellier, 18 giugno 2000) è un calciatore francese, difensore dell'Ajaccio.

## Carriera

### Club
Cresciuto nel settore giovanile del Montpellier, esordisce in prima squadra il 4 dicembre 2019, in occasione dell'incontro di Ligue 1 pareggiato per 2-2 contro il Digione. Nel 2021, viene ceduto in prestito all'Ajaccio, in Ligue 2, che successivamente lo acquista a titolo definitivo.

### Nazionale
Ha giocato nelle nazionali giovanili francesi Under-16 ed Under-18.

## Statistiche

### Presenze e reti nei club
Statistiche aggiornate al 2 aprile 2023.
| Stagione             | Squadra              | Campionato           | Campionato | Campionato | Coppe nazionali | Coppe nazionali | Coppe nazionali | Coppe continentali | Coppe continentali | Coppe continentali | Altre coppe | Altre coppe | Altre coppe | Totale | Totale |
| Stagione             | Squadra              | Comp                 | Pres       | Reti       | Comp            | Pres            | Reti            | Comp               | Pres               | Reti               | Comp        | Pres        | Reti        | Pres   | Reti   |
| -------------------- | -------------------- | -------------------- | ---------- | ---------- | --------------- | --------------- | --------------- | ------------------ | ------------------ | ------------------ | ----------- | ----------- | ----------- | ------ | ------ |
| 2016-2017            | Montpellier 2        | CFA                  | 2          | 0          |                 | -               | -               |                    | -                  | -                  |             | -           | -           | 2      | 0      |
| 2017-2018            | Montpellier 2        | N3                   | 11         | 1          |                 | -               | -               |                    | -                  | -                  |             | -           | -           | 11     | 1      |
| 2018-2019            | Montpellier 2        | N3                   | 17         | 1          |                 | -               | -               |                    | -                  | -                  |             | -           | -           | 17     | 1      |
| 2019-2020            | Montpellier 2        | N2                   | 11         | 0          |                 | -               | -               |                    | -                  | -                  |             | -           | -           | 11     | 0      |
| 2020-2021            | Montpellier 2        | N3                   | 3          | 1          |                 | -               | -               |                    | -                  | -                  |             | -           | -           | 3      | 1      |
| Totale Montpellier 2 | Totale Montpellier 2 | Totale Montpellier 2 | 44         | 3          |                 | -               | -               |                    | -                  | -                  |             | -           | -           | 44     | 3      |
| 2019-2020            | Montpellier          | L1                   | 1          | 0          | CF+CdL          | 0               | 0               |                    | -                  | -                  |             | -           | -           | 1      | 0      |
| 2020-2021            | Montpellier          | L1                   | 2          | 0          | CF              | 0               | 0               |                    | -                  | -                  |             | -           | -           | 2      | 0      |
| Totale Montpellier   | Totale Montpellier   | Totale Montpellier   | 3          | 0          |                 | 0               | 0               |                    | -                  | -                  |             | -           | -           | 3      | 0      |
| 2021-2022            | Ajaccio 2            | N3                   | 3          | 0          |                 | -               | -               |                    | -                  | -                  |             | -           | -           | 3      | 0      |
| 2022-2023            | Ajaccio 2            | N3                   | 1          | 0          |                 | -               | -               |                    | -                  | -                  |             | -           | -           | 1      | 0      |
| Totale Ajaccio 2     | Totale Ajaccio 2     | Totale Ajaccio 2     | 4          | 0          |                 | -               | -               |                    | -                  | -                  |             | -           | -           | 4      | 0      |
| 2021-2022            | Ajaccio              | L2                   | 28         | 0          | CF              | 1               | 0               |                    | -                  | -                  |             | -           | -           | 29     | 0      |
| 2022-2023            | Ajaccio              | L1                   | 19         | 0          | CF              | 2               | 0               |                    | -                  | -                  |             | -           | -           | 21     | 0      |
| Totale Ajaccio       | Totale Ajaccio       | Totale Ajaccio       | 47         | 0          |                 | 3               | 0               |                    | -                  | -                  |             | -           | -           | 50     | 0      |
| Totale carriera      | Totale carriera      | Totale carriera      | 98         | 3          |                 | 3               | 0               |                    | -                  | -                  |             | -           | -           | 101    | 3      |